# Bende Sıra
Bende Sıra (türkisch für „Ich bin dran“) ist ein deutscher Kurzfilm der Berliner Malerin und Bühnenbildnerin İsmet Ergün nach eigenem Drehbuch aus dem Jahr 2007.

## Filminfo

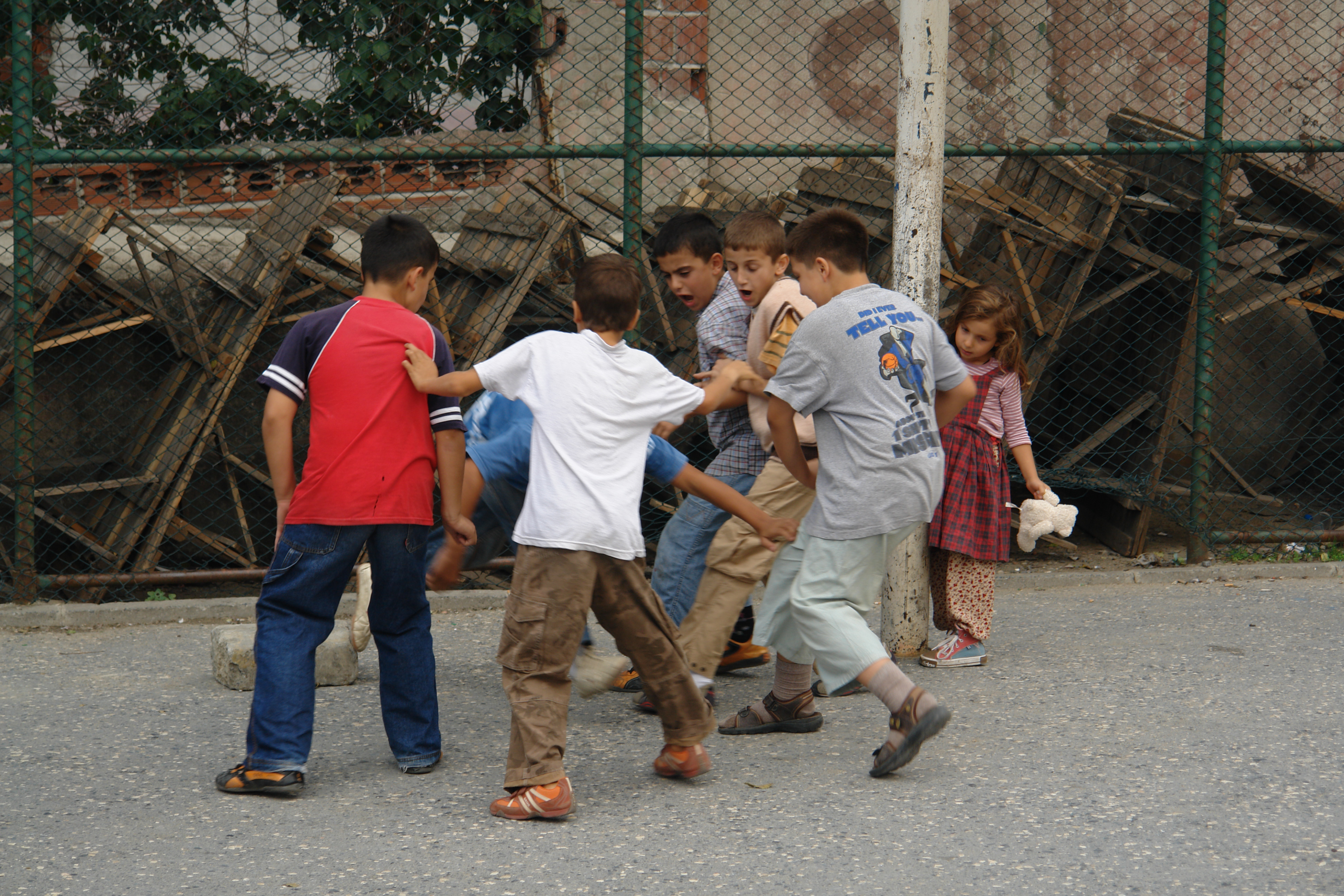
Bende Sira

Der in türkischer Sprache abgedrehte Film, der als eine Hommage an das Kino zu verstehen ist, zeigt die armen Kinder Istanbuls beim Spiel. Sie legen regelmäßig ihr Geld zusammen, sobald es für eine Kinokarte reicht. Ein Abzählreim entscheidet dann, wer von den Kindern ins Kino gehen darf. Nach der Vorstellung lauschen alle Kinder gebannt dem Gewinnerkind: Laut Spielregel ist es dazu verpflichtet, den anderen die Filmhandlung zu erzählen. Eines Tages taucht ein Fremder auf, der allen Kindern Geld für eine eigene Karte spendiert…
Bende Sıra, eine deutsch-türkische Co-Produktion, hatte im November 2007 in Berlin Premiere und erhielt eine Anzahl bedeutender Auszeichnungen.

## Kritiken
„Ismet Ergün hat es geschafft, mit ihrem Erstlingswerk gleichermaßen zu begeistern und zu berühren. Durch ihre unkonstruierte Inszenierung und der Leichtigkeit dessen, hat sie es geschafft, dass man sich ganz dicht dran fühlt an den Protagonisten.“

## Auszeichnungen
- 2007: Silberner Leopard (Eastman Kodak Award), Internationales Filmfestival von Locarno
- 2007: Bester deutscher Kurzfilm, Interfilm Berlin Internationales Kurzfilmfestival
- 2007: Lobende Erwähnung, Interfilm Berlin Kinderfilmfestival
- 2007: Prädikat „besonders wertvoll“, Filmbewertungsstelle Wiesbaden
- 2007: Kurzfilm des Monats (Mai), Filmbewertungsstelle Wiesbaden
- 2008: 2. Preis (Publikumspreis), Bamberger Kurzfilmtage
- 2008: Lobende Erwähnung, Trieste Film Festival
- 2008: Kurzfilmpreis der Friedrich-Wilhelm-Murnau-Stiftung
- 2008: „Special Jury Recognition“, Aspen Short Filmfestival Colorado
- 2008: Besonderer Preis der Jury, Nizza Filmfestival
- 2008: Goldener Reiter des Publikums, Filmfest Dresden
- 2008: Bester Kurzfilm, Salerno Filmfestival Italien
- 2008: Bester Kurzfilm (Publikumspreis), Filmtage Augsburg
- 2008: Lobende Erwähnung, Napoli Filmfestival Italien
- 2008: Bester Kurzfilm, Gaia Filmfestival Colorado USA
- 2008: 2. Preis, Berliner Kurzfilmrolle (Otto-Ludwig-Piffl-Preis)
- 2008: Special Jury Award, Cinefiesta Puerto Rico (International Competition)
- 2009: Publikumspreis, Athen Kurzfilmfestival Psarokokalo, Griechenland